# Talwächter (Elendstal)

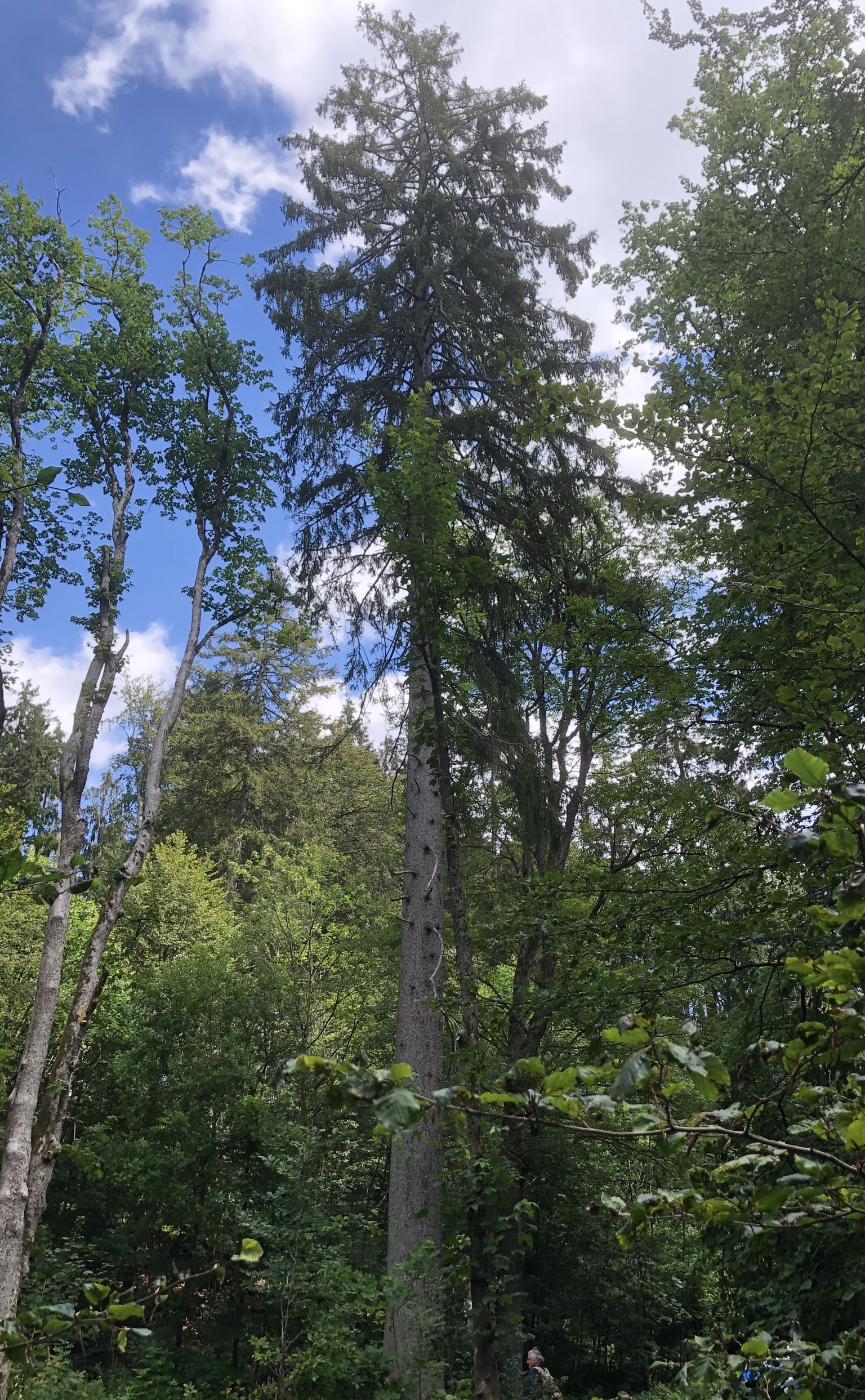
Talwächter, Blick von Nordwesten, 2020

Der Talwächter ist eine markante Gemeine Fichte im Elendstal im Harz in Sachsen-Anhalt. Gemeinsam mit weiteren großen und alten Fichten der näheren Umgebung ist der Baum unter der Nummer ND 0074 WR in der Liste der Naturdenkmale im Landkreis Harz als Naturdenkmal ausgewiesen.
Er befindet sich nahe dem südlichen Ausgang des Elendstals am linken Ufer der Kalten Bode, nördlich dem zu Oberharz am Brocken gehörenden Dorf Elend (Harz).
Der Talwächter keimte vermutlich in der zweiten Hälfte des 18. Jahrhunderts und hat eine Höhe von etwa 41 Metern, bei einem Stammumfang von vier Metern erreicht (Stand 2018).
Ein am Baum befestigtes Schild nennt den Namen Talwächter und weist den Baum als stärkste Fichte des Naturschutzgebietes Elendstal aus. Der Stamminhalt wird mit 13,75 Festmetern angegeben. Am Baumstamm ist außerdem das Naturdenkmalschild angebracht. Ursprünglich auch am Baum befestigte Wanderwegweiser wurden Ende der 2010er Jahre an einen benachbart aufgestellten Holzträger umgesetzt.
Im Juni 2023 wegen Wegesichungsmaßnahmen gefällt, da der Baum durch Borkenkäferbefall abgestorben war.